# Babah Buloh
Babah Buloh is een bestuurslaag in het regentschap Aceh Utara van de provincie Atjeh, Indonesië. Babah Buloh telt 1774 inwoners (volkstelling 2010).